# Petr Čech
Petr Čech (ur. 20 maja 1982 w Pilźnie) – czeski piłkarz występujący na pozycji bramkarza. Były reprezentant Czech, uczestnik Mistrzostw Europy 2004, a także Mistrzostw Świata w 2006 roku. Wystąpił także na Euro 2008, Euro 2012 i Euro 2016. Podczas Mistrzostw Europy w Piłce Nożnej 2004 roku zdobył brązowy medal. Po zakończeniu kariery piłkarskiej podjął występy jako bramkarz w hokeju na lodzie.

## Kariera klubowa

### Wczesna kariera
Wychowanek Viktorii Pilzno, w której pierwsze treningi rozpoczął w wieku siedmiu lat. W latach 1999–2001 reprezentował barwy klubu Chmel Blšany, następnie był zawodnikiem Sparty Praga, z którą w sezonie 2001/2002 awansował do drugiej fazy grupowej Ligi Mistrzów (w barwach Sparty rozegrał łącznie 12 meczów w LM). W 2002 roku trafił do francuskiego Stade Rennais, wcześniej zainteresowane jego pozyskaniem były angielskie Everton oraz Arsenal. W Ligue 1 zadebiutował 3 sierpnia w przegranym 0:1 meczu z Montpellier HSC. W nowym zespole szybko wywalczył miejsce w pierwszym składzie i przez następne dwa lata był podstawowym zawodnikiem Rennais. W sezonie 2003/2004 został wybrany najlepszym bramkarzem francuskiej ekstraklasy.

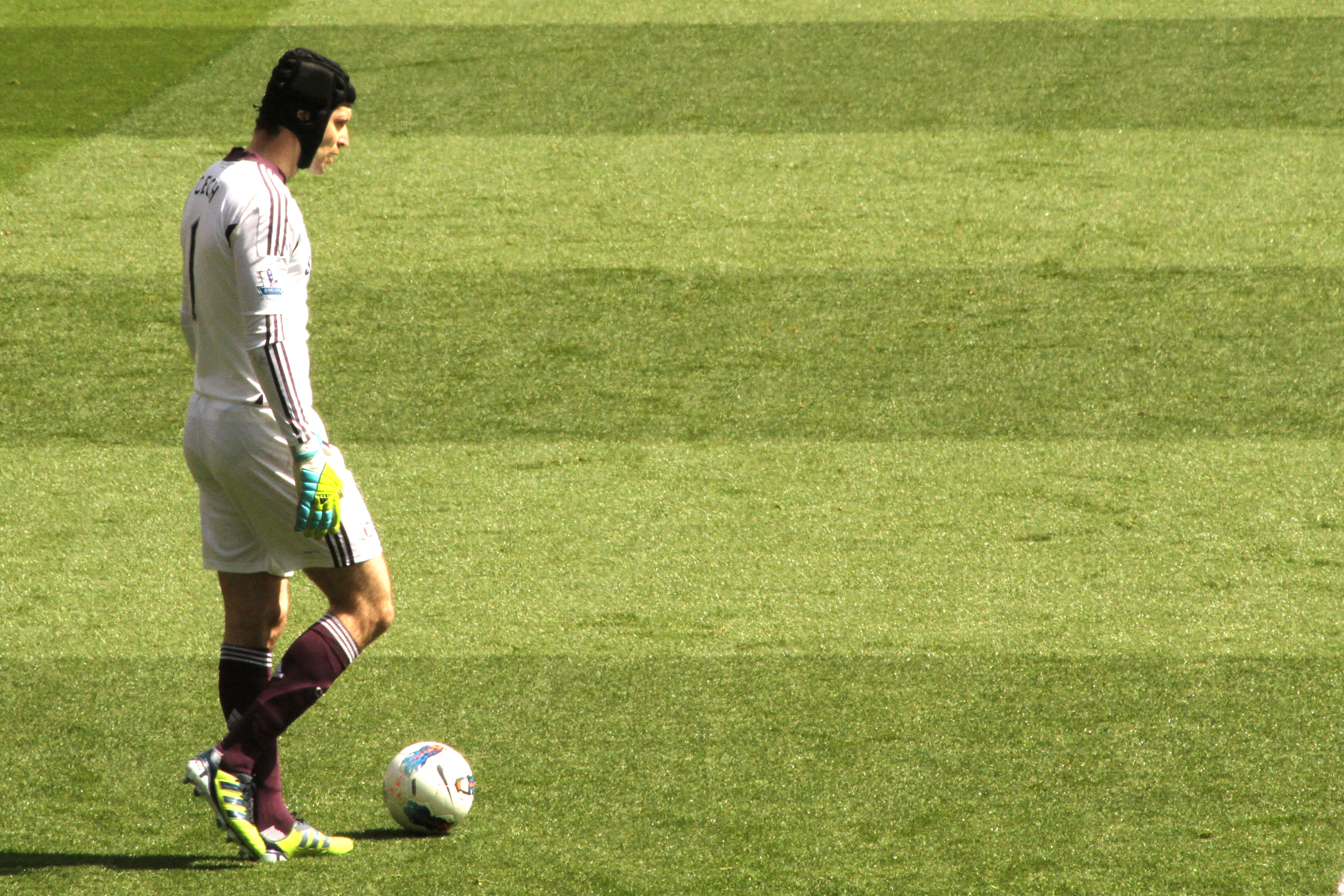
Petr Čech podczas meczu ligowego z Arsenalem

### Chelsea
Latem 2004 roku przeszedł do Chelsea, cena transferu wyniosła 7 milionów funtów. W londyńskiej drużynie zadebiutował 15 sierpnia w wygranym 1:0 meczu z Manchesterem United. W nowym zespole szybko wywalczył miejsce w podstawowym składzie i stał się pierwszym bramkarzem, zastępując w tej roli Włocha Carlo Cudiciniego. 14 października 2006 w ligowym meczu z Reading został uderzony kolanem w głowę przez Stephena Hunta. Po przewiezieniu do szpitala poddano go operacji, która zakończyła się pomyślnie. Kontuzja ta spowodowała ponad trzymiesięczną przerwę w występach; ponadto od tamtego wydarzenia Čech w każdym meczu nosi specjalny kask, który zapobiega odnowieniu się urazu. Do gry powrócił nadspodziewanie szybko – 20 stycznia 2007 zagrał w przegranym 0:2 spotkaniu z Liverpoolem. W sezonie 2007/2008 dotarł wraz z Chelsea do finału Ligi Mistrzów, w którym jego klub przegrał z Manchesterem United. Čech rozpoczął mecz w podstawowym składzie, wystąpił także w dogrywce, a w serii rzutów karnych obronił strzał Cristiano Ronaldo. Cztery lata później (2012) wraz z londyńską drużyną wygrał rozgrywki Ligi Mistrzów – na początku dogrywki finałowego spotkania z Bayernem Monachium obronił rzut karny wykonywany przez Arjena Robbena, natomiast w serii rzutów karnych obronił strzał Ivicy Olicia. W sezonie 2012/13 Chelsea nie udało się wyjść z grupy i po raz pierwszy w historii Ligi Mistrzów obrońca tytułu nie awansował do 1/8 finału.
Wraz z Chelsea trzykrotnie został mistrzem Anglii (2005, 2006, 2010), czterokrotnie zdobył puchar kraju (2007, 2009, 2010, 2012), dwukrotnie wywalczył Puchar Ligi Angielskiej (2005, 2007) oraz dwa razy sięgnął po Tarczę Wspólnoty (2005, 2009 – w serii rzutów karnych finałowego spotkania z Manchesterem United obronił strzały Ryana Giggsa oraz Patricea Evry). W 2011 roku otrzymał nagrodę dla najlepszego zawodnika Chelsea. Ponadto w 2005 został wybrany do najlepszej jedenastki roku według PFA. Również w 2005 uznany przez Międzynarodową Federację Historyków i Statystyków Futbolu (IFFHS) najlepszym bramkarzem na świecie. Pobił on także rekord ligi angielskiej pod względem minut bez straconego gola (1025 minut).
W maju 2013 wraz z klubem dotarł do finału Ligi Europy, gdzie Chelsea pokonała Benfikę 2-1.
11 stycznia 2014 roku zachował 209. czyste konto w barwach londyńskiego klubu i tym samym pobił rekord Petera Bonettiego.
Ostatecznie rozgrywki Chelsea zakończyła na 3. miejscu, a Čech opuścił 4 ostatnie kolejki z powodu kontuzji w meczu z Atletico Madryt w półfinale Ligi Mistrzów. Bramkarz został wyróżniony i znalazł się w najlepszej 11 Premier League. Otrzymał także Złote Rękawice za największą liczbę czystych kont.
W sezonie 2014/15 zdobył Puchar Ligi Angielskiej, oraz mistrzostwo Anglii.

### Arsenal
29 czerwca 2015 roku Čech został zawodnikiem Arsenalu, z którym związał się długoterminową umową. Pierwszym trofeum w barwach nowej drużyny była Tarcza Wspólnoty. W tym meczu Arsenal zmierzył się z Chelsea i wygrał 1-0. W sezonie 2015/2016 16 razy zachował czyste konto w meczach Premier League, dzięki czemu po raz kolejny w karierze otrzymał nagrodę Złote Rękawice za największą liczbę czystych kont. W 2019 roku, po zakończonym sezonie Premier League postanowił zakończyć sportową karierę.

### Chelsea
W czerwcu 2019 został zaangażowany w klubie Chelsea jako doradca. W sezonie 2020/21 był w szerokim składzie klubu, aczkolwiek wystąpił tylko w jednym meczu Premier League 2. W czerwcu 2022 odszedł z klubu.

## Kariera reprezentacyjna
W barwach narodowych zadebiutował 13 listopada 1997 roku w meczu reprezentacji do lat 15 z Niemcami. W 1999 wraz z kadrą U-16 brał udział w mistrzostwach Europy w Czechach. Rok później wystąpił w mistrzostwach Europy U-18 w Niemczech, natomiast w 2001 uczestniczył w młodzieżowych mistrzostwach świata w Argentynie – rozegrał w tym turnieju pięć meczów. W 2002 roku w Szwajcarii został mistrzem Europy U-21 – w serii rzutów karnych finałowego spotkania z Francją obronił strzały Pierrea-Alaina Fraua i Juliena Escudé, co przesądziło o końcowym sukcesie Czechów.
W seniorskiej reprezentacji Czech zadebiutował 10 lutego 2002 roku w wygranym 2:0 meczu z Węgrami; od tamtego momentu jest podstawowym bramkarzem kadry narodowej. W 2004 wziął udział w mistrzostwach Europy w Portugalii, gdzie wraz z reprezentacją dotarł do półfinału. Czesi swój sukces zawdzięczali m.in. bardzo dobrej postawie Čecha (m.in. zachował „czyste konto” w ćwierćfinałowym spotkaniu z Danią), który został wybrany do drużyny gwiazd turnieju.
Wraz z reprezentacją uczestniczył również w mistrzostwach świata w Niemczech (2006). W turnieju tym wystąpił w trzech meczach przez pełne 90 minut, wpuszczając cztery gole; Czesi nie wyszli zaś z grupy. Wystąpił także w mistrzostwach Europy w Austrii i Szwajcarii (2008) – w decydującym o wyjściu z grupy A spotkaniu z Turcją (przy prowadzeniu Czechów 2:1) popełnił błąd, wypuszczając piłkę z rąk po jednym z dośrodkowań w końcówce pojedynku, w efekcie czego napastnik rywali zdobył wyrównującą bramkę. Media określiły tę sytuację punktem zwrotnym tego spotkania, bowiem dwie minuty później Turcy strzelili następnego gola i to oni awansowali do ćwierćfinału.
W mistrzostwach Europy w Polsce i na Ukrainie (2012) rozegrał cztery mecze. W spotkaniu grupowym z Rosją (1:4) wpuścił cztery gole, w pojedynku z Grekami (2:1) wypuścił piłkę z rąk po dograniu jej w jego pole karne, po czym napastnik rywali strzelił bramkę. Z kolei w pojedynkach z Polską (1:0) i Portugalią (0:1, ćwierćfinał) media chwaliły jego grę – wielokrotnie bronił strzały z bliska i z dystansu oraz pewnie wyłapywał dośrodkowania. 26 marca 2013 roku, Čech dołączył do elitarnego klubu 100, oznaczający przekroczenie 100 występów dla reprezentacji narodowej. Był to mecz z Armenią, gdzie Czechy zwyciężyły 3-0. 17 listopada 2015 roku w meczu z Polską (1:3) Čech zagrał po raz 118 w narodowych barwach. Tym samym wyrównał rekord Karela Poborskiego pod względem liczby występów w reprezentacji. 27 maja 2016 występując w wygranym 6:0 meczu z Maltą został samodzielnym rekordzistą. 8 lipca 2016 Petr Čech poinformował, że kończy karierę reprezentacyjną.

## Hokej na lodzie
Po zakończeniu profesjonalnej kariery piłkarskiej, w październiku 2019 został ogłoszony bramkarzem angielskiej drużyny hokeja na lodzie Guildford Phoenix, występującej w brytyjskich rozgrywkach NIHL (National Ice Hockey League) 2.
W połowie listopada 2023 podpisał terminowy kontrakt z północnoirlandzkim klubem Belfast Giants. W jego barwach 25 listopada 2023 zadebiutował w meczu najwyższej brytyjskiej klasy rozgrywkowej Elite Ice Hockey League.

## Statystyki kariery reprezentacyjnej
| Czechy  | Czechy  | Czechy |
| Rok     | Występy | Gole   |
| ------- | ------- | ------ |
| 2002    | 7       | 0      |
| 2003    | 8       | 0      |
| 2004    | 13      | 0      |
| 2005    | 10      | 0      |
| 2006    | 10      | 0      |
| 2007    | 8       | 0      |
| 2008    | 9       | 0      |
| 2009    | 7       | 0      |
| 2010    | 6       | 0      |
| 2011    | 10      | 0      |
| 2012    | 10      | 0      |
| 2013    | 8       | 0      |
| 2014    | 6       | 0      |
| 2015    | 6       | 0      |
| 2016    | 6       | 0      |
| Ogólnie | 124     | 0      |

## Sukcesy

### Chelsea
- Mistrzostwo Anglii: 2004/05, 2005/06, 2009/10, 2014/15
- Puchar Anglii: 2006/07, 2008/09, 2009/10, 2011/12
- Puchar Ligi: 2004/05, 2006/07, 2014/15
- Tarcza Wspólnoty: 2005, 2009
- Liga Mistrzów UEFA: 2011/12
- Liga Europy UEFA: 2012/13

### Arsenal
- Tarcza Wspólnoty: 2015, 2017
- Puchar Anglii: 2016/17

### Czechy
- 3. miejsce na Mistrzostwach Europy: 2004
- Mistrzostwo Europy U-21: 2002
- Medal Za Zasługi I stopnia: 2018[39]

#### Indywidualne
- Najlepszy zawodnik Mistrzostw Europy U-21: 2002
- Najlepszy bramkarz Ligue 1: 2003/04
- Najlepsza drużyna Mistrzostw Europy: 2004
- Złota Rękawica Premier League: 2004/05, 2009/10, 2013/14, 2015/16
- Drużyna Roku PFA: 2004/05, 2013/14
- Czeski Piłkarz Roku: 2005, 2008, 2009, 2010, 2011, 2012, 2013, 2014, 2016
- Czeska Złota Piłka: 2005, 2006, 2007, 2008, 2010, 2011, 2012, 2013
- Najlepszy bramkarz wg IFFHS: 2005
- Najlepszy bramkarz wg UEFA: 2005, 2007, 2008
- Premier League Player of the Month: marzec 2007
- Piłkarz roku Chelsea: 2011